# Batalla de Antihuala
La batalla de Antihuala fue un enfrentamiento militar librado en el contexto de la guerra de Arauco.
El 20 de enero de 1558 el toqui de Pilmaiquén, Caupolicán, reunió una horda de 15 000 guerreros e intentó asaltar el fuerte de Cañete, animado por un mapuche que le sugirió atacar en la hora de la siesta de los invasores españoles. Fue una trampa y la hueste acabó dispersa. Pedro de Avendaño y Velasco fue enviado en su persecución y semanas después, el 5 de febrero, en las quebradas de Antihuala el toqui le presentó batalla, resultando vencido y capturado. 
Caupolicán fue llevado al fuerte, donde el jefe de la guarnición, Alonso de Reynoso, ordenó su ejecución.